# Dél-Kivu tartomány
Dél-Kivu tartomány (Kivu-Sud) a Kongói Demokratikus Köztársaság keleti szélén fekszik. Tartományi fővárosa és egyben legnagyobb városa Bukavu. Területe 65 070 km², lakossága 4 113 000 (2007) népsűrűsége 63,2 fő/km². Hivatalos nyelve: szuahéli.

## Földrajza
Északon az Észak-Kivu tartománnyal, nyugaton a Maniema tartománnyal, délen a Katanga tartománnyal szomszédos. Keleten Ruandával, Burundival és Tanzániával határos.

## Története
- 1933. október. Az egykori Belga Kongó területén létrehozzák a Costermansville tartományt, mely nevét a főváros francia nevéről kapta (ma Bukavu).
- 1947.	A tartományt Kivu tartománynak nevezik át
- 1960. június 30. A Kongói Köztársaság autonóm tartományává válik
- 1962. május 10. Az irányítást a központi kormány veszi át, létrehozzák az önálló Maniema és Észak-Kivu tartományokat.
- 1966. december 28. A tartomány újraegyesül
- 1988. A tartományt ismét felosztják Maniema, Észak-Kivu és Dél-Kivu tartományokra.[1]

## Irányítása
2007. január 24-e óta a kormányzó Célestin Cibalonza, helyettese Léon Mumate Nyamatomwa.

## Emberi jogok
Dél-Kivu tartomány, Észak-Kivuval együtt a második kongói háború Kivu-konfliktusának központja. Az ENSZ becslése szerint 2005-ben mintegy 45 000 nőt erőszakoltak meg Dél-Kivuban. Itt tartózkodik az új kongói hadsereg (FARDC) 10. hadosztálya, melynek korábbi fegyelmezetlen harcosai felelősek az emberi jogok sorozatos megsértéséért; az okok között megtalálható a fegyveresek büntetlensége, a rossz körülmények, a fizetés és a kiképzés hiánya.
2007 júliusában Yakin Erturk, az Egyesült Nemzetek Szervezetének emberi jogi szakértője, a nők elleni erőszakok kivizsgálója, a Dél-Kivui helyzetet az utóbbi négy év legrosszabbjának nevezte. A Kongóban burjánzó szexuális erőszakot a „féktelen” jelzővel illette, vádolva a lázadó csoportokat, a fegyveres erőket és a rendőrséget. Az átélt borzalmakról a kínzásokat túlélő nők számoltak be.